# بالانویس و پایین‌نویس

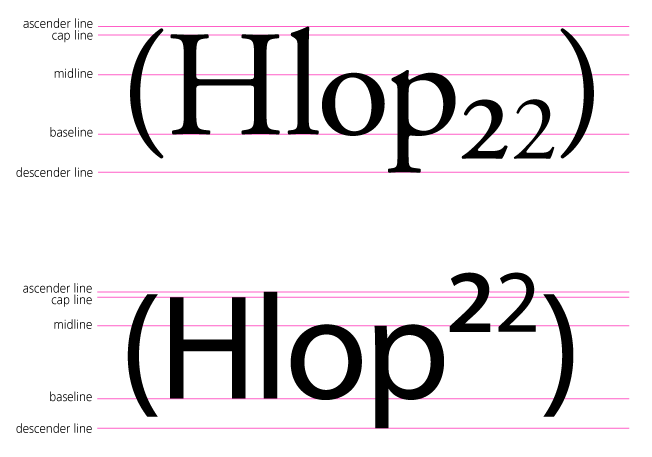
مثال پایین‌نویس و بالانویس. در هر دو مثال، اولین "2" به صورت حرفه ای طراحی شده است و به عنوان بخشی از مجموعه حروف گنجانده شده است. دومین "2" تقریبی غیرحرفه ای با استفاده از یک نسخه کوچک از استاندارد "2" است. وزن بصری "2" اول با واژه های دیگر بهتر مطابقت دارد.

بالانویس و پایین‌نویس (به انگلیسی: Subscript and superscript) یا زیرنبشت و زبرنبشت، عدد، تصویر، نماد یا نشانه‌ای‌ست که کوچکتر از اندازهٔ سطر اصلی و کمی بالاتر یا پایین‌تر از خط زمینه نوشته می‌شود. از بالانویس و پایین‌نویس در نوشتن فرمول‌ها، عبارات ریاضی، مشخص کردن ترکیب‌های شیمیایی و ایزوتوپ‌ها و بسیاری موارد دیگر استفاده می‌شود.
در حروف‌چینی حرفه ای، کاراکترهای پایین‌نویس و بالانویس صرفاً کاراکترهای معمولی که از لحاظ اندازه کوچک شده باشند نیستند. طراحان حروف برای حفظ تطابق بصری این حروف با بقیه نبشته ها، آنها را کمی ضخیم‌تر از یک کاراکتر تولید می کنند (یعنی حروف‌چینی متوسط یا پررنگ). فاصله عمودی و جابجایی متن بالانویس یا پایین‌نویس نسبت به خط زمینه، بر اساس نوع حروف و کاربرد آن متفاوت است.
در حروف‌نشانی (به انگلیسی: typesetting) انگلیسی، به انواع گونه های حروف، شکل ها و غیره که بالاتر یا پایین تر از حرف نوشته می شود، « حروف علیا» (به انگلیسی: superior) و «حروف سفلی» میگویند؛ یا به طور خلاصه فقط «علیا» و «سفلی». اصولاً در نوشتار زبان انگلیسی، کاربردهای غیر فنی این حروف بسیار کم هستند و قدیمی به حساب می آیند. مثلاً ارقام علیا و سفلی بر روی خط مبنا برای نمایش کسرها، و برای نمایش پایین‌نویس‌های شیمیایی و ریاضی از ارقام سفلی استفاده می شود. 

## کاربردها

مکان های متداول بالانویس و پایین‌نویس. تایپ فیس استفاده شده Myriad Pro است.

یک تایپ فیس ممکن است برای کاربردهای متفاوت، حروف زیر و رونوشت را در موقعیت های مکانی گوناگون در خود جای داده باشد. چهار موقعیت مکانی رایج در ادامه ذکر می‌شوند. از آنجا که هر موقعیت مکانی در زمینه های مختلف استفاده می شود، ممکن است همه حرفی‌عددی ها در همه موقعیت ها در دسترس نباشند. به عنوان مثال، حروف پایین‌نویس بر روی خط مبنا بسیار نادر هستند و بسیاری از تایپ‌فیس‌ها تنها تعداد محدودی حروف بالانویس را ارائه می‌کنند. علی‌رغم این تفاوت‌ها، تمام گلیف‌های با اندازه کوچک‌تر با عبارت‌های عمومی پایین‌نویس و بالانویس استفاده می‌شوند که به ترتیب مترادف با عبارت‌های حرف (یا عدد) سفلی و حرف (یا عدد) علیا هستند. اکثر فونت‌هایی که حاوی پایین‌نویس/بالانویس هستند، اندازه و جهت‌گیری از پیش تعیین‌شده‌ای دارند که به طراحی فونت بستگی دارد.

### پایین‌نویس های زیر خط مبنا (زیرنِبِشت)
شاید آشناترین مثال برای پایین‌نویس، یک فرمول شیمیایی باشد. مثلاً فرمول مولکولی گلوکز C6H12O6 است، بدین معنی که این مولکول ۶ اتم کربن، ۱۲ اتم هیدروژن و ۶ اتم اکسیژن دارد.
در ریاضیات از پایین‌نویس برای مشخص کردن نسخه‌های متفاوتی از یک متغیر واحد استفاده می‌شود. مثلاً در یک معادله از x0 و xf برای نشان دادن مقدار x اولیه و نهایی استفاده می‌شود یا vrocket و vobserver نشان دهندهٔ سرعت موشک و ناظر است.
از پایین‌نویس برای اشاره به عضوی از یک دنبالهٔ ریاضی یا مجموعه یا درایهٔ یک بردار یا ماتریس استفاده می‌شود. مثلاً در دنبالهٔ (O = (۴۵, -۲, ۸۰۰ عبارت O3 به سومین عدد دنباله یعنی ۸۰۰ اشاره دارد.
کاربرد دیگر پایین‌نویس در ریاضی مشخص کردن مبنای یک عدد است، خصوصاً وقتی از چندین مبنا در کنار یکدیگر استفاده می‌شود. مثلاً برای اعدادی در مبنای شانزده، مبنای ده و مبنای هشت می‌توان نوشت: Chex = ۱۲dec = ۱۴oct.
پایین‌نویس اندیس هم خوانده می‌شود.

### پایین‌نویس های روی خط مبنا (زیرنِبِشت)
تنها استفاده رایج از این زیرمجموعه ها برای مخرج کسرهای مورب، مانند ½ یا نشانه های درصد %، درهزار ‰ و یا نقطه پایه ‱ است. برخی از شبه جملات یا جملات مختصر شده پرکاربرد نیز به این صورت (کسرهای مورب) نوشته می شوند. مانند ℅ (مراقبت از(به انگلیسی: care of))، ℀ (حسابِ (به انگلیسی: account of))، ℁ (خطاب به موضوع (به انگلیسی: addressed to the subject))، یا ℆ (هر یک در اسپانیایی (cada uno/una)).

### بالانویس (زِبَرنِبِشت)
از بالانویس برای نشان دادن پانویس در متن استفاده می‌شود، مانند این۵ یا اینxi.
در ریاضیات از بالانویس برای نشان دادن به توان رساندن استفاده می‌شود، بدین صورت که y۴ یعنی y به توان ۴ و ۲x یعنی ۲ به توان x.
بالانویس برای نشان دادن بار یون‌ها و ذرات زیراتمی استفاده می‌شود. Cl - اتم کلر با یک بار منفی‌ست، Pb 4+ اتم سرب با ۴ بار مثبت است، e - یک الکترون و e + یک پوزیترون است.
ایزوتوپ‌های یک اتم هم با بالانویس نشان داده می‌شوند. در این شکل از نگارش تعداد نوکلئون‌ها به صورت بالانویس پیش از نماد شیمیایی نوشته می‌شود، مثل  ۱۲C , ۳He , ۱۳C  یا  ۲۳۸U.
از ترکیب بالانویس و پایین‌نویس برای ارایهٔ اطلاعات بیشتر در مورد هسته اتم استفاده می‌شود. مثلاً  ۲۳۵۹۲U نشانگر اتم اورانیومی‌ست با ۲۳۵ نوکلئون که ۹۲ تای آن پروتون است. یک نماد شیمیایی ممکن است کاملاً با اعداد محصور شده باشد:  ۱۴۶C ۲+۸ یون کربنی‌ست با ۱۴ نوکلئون که ۶ تای آن پروتون و ۸ تای بقیه نوترون است و ۲ بار مثبت دارد.

## پشتیبانی نرم افزاری

### پردازشگرهایرایانه رومیزی
بسیاری از واژه‌پردازها (برنامه‌های ویرایش متن و پردازش کلمه)، از ویژگی بالانویس و پایین‌نویس پیشتیبانی می کنند. گرچه این برنامه‌ها به‌ جای رندرینگ مجزای بالانویس و پایین‌نویس، معمولاً  اندازه کاراکترهای معمولی را کاهش داده و مکان آنها را به بالا یا پایین تغییر می دهند. برنامه‌های حروفچینی حرفه‌ای مانند کوارک اکسپرس یا ادوبی این‌دیزاین نیز دارای ویژگی‌ پیشرفته تبدیل خودکار گلیف معمولی به بالانویس و پایین‌نویس هستند.
| نرم افزار             | پشتیبانی از OpenType برای گلیف حرفه ای؟ | مقادیر پیش‌فرض برای تبدیل حروف (گلیف‌های غیرحرفه‌ای) | مقادیر پیش‌فرض برای تبدیل حروف (گلیف‌های غیرحرفه‌ای) | مقادیر پیش‌فرض برای تبدیل حروف (گلیف‌های غیرحرفه‌ای) | مقادیر پیش‌فرض برای تبدیل حروف (گلیف‌های غیرحرفه‌ای) | کلید های میانبر صفحه کلید                     | کلید های میانبر صفحه کلید                        |
| نرم افزار             | پشتیبانی از OpenType برای گلیف حرفه ای؟ | اندازه                                            | موقعیت پایین‌نویس                                  | موقعیت بالانویس                                   | تنظیمات قابل تغییر توسط کاربر؟                    | بالانویس                                      | اشتراک                                           |
| --------------------- | --------------------------------------- | ------------------------------------------------- | ------------------------------------------------- | ------------------------------------------------- | ------------------------------------------------- | --------------------------------------------- | ------------------------------------------------ |
| اوپن‌آفیس. اوآرجی 3.3  | خیر                                     | 58%                                               | -33٪                                              | +33٪                                              | بله                                               | Ctrl+⇧ Shift+P                                | Ctrl+⇧ Shift+B                                   |
| لیبره‌آفیس 5.3         | بله                                     | 58%                                               | -33٪                                              | +33٪                                              | بله                                               | Ctrl+⇧ Shift+P                                | Ctrl+⇧ Shift+B                                   |
| مایکروسافت ورد 2015   | بله                                     | 50%                                               | -14.1٪                                            | +40%                                              | کتابچه راهنمای                                    | Ctrl+⇧ Shift+=                                | Ctrl+=                                           |
| ادوبی ایلاستریتور CS3 | بله                                     | 58.3٪                                             | 33.3٪                                             | +33.3٪                                            | بله                                               |                                               |                                                  |
| ادوبی فتوشاپ CS3      | فقط نشانگرهای ترتیبی                    | 58.3٪                                             | -33.3٪                                            | +33.3٪                                            | راهنما                                            | Alt+Ctrl+⇧ Shift+=                            | Ctrl+⇧ Shift+=                                   |
| لاتکس                 | بله (فقط با استفاده از زی‌تک یا LuaTeX ) | ≈70٪                                              | -14٪                                              | +25٪                                              | کتابچه راهنمای                                    | math: ^ (caret) text: \textsuperscript{stuff} | math: _ (underscore) text: \textsubscript{stuff} |
| یادداشت:              |                                         |                                                   |                                                   |                                                   |                                                   |                                               |                                                  |

### اچ‌تی‌ام‌ال
در اچ‌تی‌ام‌ال و نحو ویکی ، متن زیرنویس با قرار دادن آن در داخل تگ‌های <sub> و </sub> تولید می‌شود. به طور مشابه، بالانویس ها با <sup> و </sup> تولید می شوند.  اندازه و موقعیت دقیق کاراکترهای حاصل بر اساس فونت و مرورگر متفاوت است، اما معمولاً به حدود 75٪ اندازه اصلی کاهش می یابد. توجه داشته باشید که برای بسیاری از اهداف تایپی معمولاً بالانویس ها خیلی بالا قرار می گیرند.

### تکس
در حالت ریاضی نرم افزار تکس (همانطور که در مدیاویکی استفاده می‌شود)، زیرنویس‌ها با زیرخط (_) نشان می شوند، در حالی که بالانوشت‌ها با کارت (^) ساخته می‌شوند. بنابراین عبارت $X_{ab}$ نوشته {\displaystyle X_{ab}} را، و $X^{ab}$ {\displaystyle X^{ab}} را تولید می کنند.
در حالت متنی نرم افزار لاتخ، روش اشاره شده در بالا نامناسب است، زیرا در آن صورت حروف ایتالیک نمایش داده خواهند شد. بنابراین از دستورهای دیگر استفاده می کنیم. مثلاً از n\textsuperscript{th} برای نمایش nth و از دستور A\textsubscript{base} برای نمایش Abase استفاده می کنیم. قابل ذکر است که برای این کار ما به بسته نصبی نیاز fixltx2e خواهیم داشت.

### یونی‌کد
یونی‌کد کاراکترهای بالانویس و پایین‌نویس را در چندین حوزه تعریف می کند و دارای مجموعه کاملی از اعداد بالانویس و پایین‌نویس است. به دلیل محبوبیت استفاده از این کاراکترها برای ساخت کسرها، بیشتر قلم های رایانه ای امروزی اکثر این نمادها را به مشتریان ارائه می کنند. 